# Деркач Іван Єгорович
Іван Єгорович Деркач (нар. 14 лютого 1940, Безпальче, Гельмязівський район, Полтавська область, нині Золотоніського району, Черкаської області) — український художник, Заслужений майстер народної творчості України.

## Біографія
Народився 14 лютого 1940 року в селі Безпальче Гельмязівського району, Полтавської області, нині Золотоніського району, Черкаської області. Після закінчення школи вступив на навчання до Московської художньої академії народної творчості на відділ живопису, потім закінчив Львівський поліграфічний інститут імені І. Федорова (відділ графіки), отримав спеціальність художника-графіка, оформлювача друкованої продукції. Тривалий час працював в художній майстерні райцентру Драбова.
Всього в колекції І. Є. Деркача понад 400 робіт. Щорічно відбуваються виставки його картин у Драбові, Черкасах, Києві, Каневі, Сорочинцях, Новгород-Волинському.
Також полотна Івана Деркача є в США, Польщі, Чехії, Німеччині. Праця художника відзначена багатьма нагородам.
25 грудня 2009 року Указом Президента України № 1105/2009 Івану Деркачу присвоєне звання Заслужений майстер народної творчості України